# Aslonnes
Aslonnes [alɔn] ist eine französische Gemeinde im Département Vienne in der Region Nouvelle-Aquitaine. Sie zählt 1.130 Einwohner (Stand: 1. Januar 2022) und ist Teil des Kantons Vivonne (bis 2015: Kanton La Villedieu-du-Clain) im Arrondissement Poitiers. Die Einwohner werden Aslonnois genannt.

## Geografie
Aslonnes liegt etwa 18 Kilometer südlich von Poitiers am Clain, der die Gemeinde im Westen begrenzt. Umgeben wird Aslonnes von den Nachbargemeinden Roches-Prémarie-Andillé im Norden und Nordosten, La Villedieu-du-Clain im Osten und Nordosten, Gizay im Osten, Marnay im Süden, Château-Larcher im Süden und Südwesten, Vivonne im Westen sowie Iteuil im Nordwesten.

## Bevölkerungsentwicklung
| Jahr                      | 1962 | 1968 | 1975 | 1982 | 1990 | 1999 | 2006 | 2013 |
| Einwohner                 | 467  | 448  | 487  | 629  | 700  | 890  | 936  | 1062 |
| Quelle: Cassini und INSEE |      |      |      |      |      |      |      |      |

## Sehenswürdigkeiten
- Dolmen von Laverré
- Menhir von Jument-Guignard oder Menhir von Vaintray Monument historique.
- Kirche Notre-Dame
- Altes Priorat von Lavarré, Monument historique seit 1938, mit Park

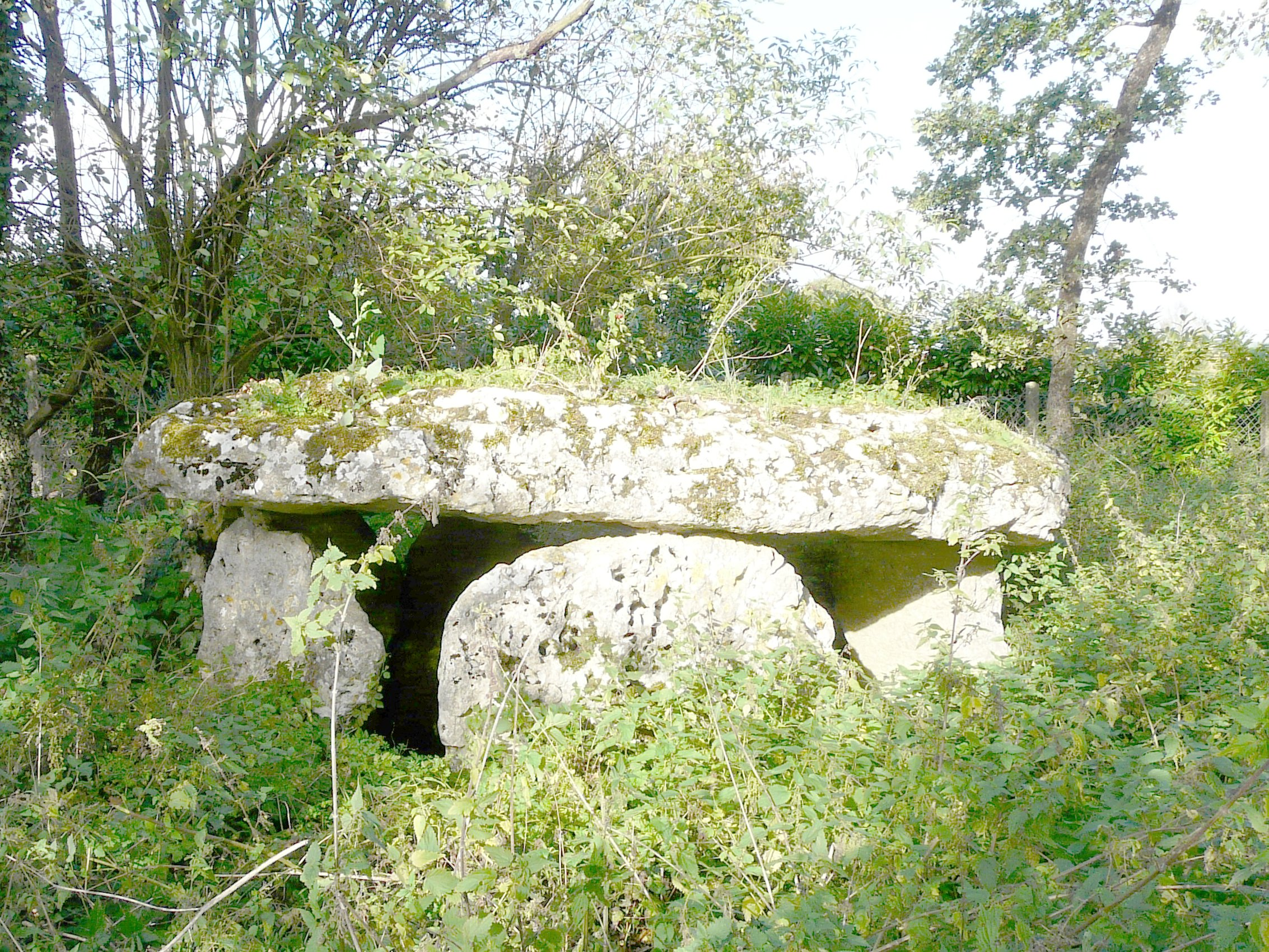
Dolmen von Laverré
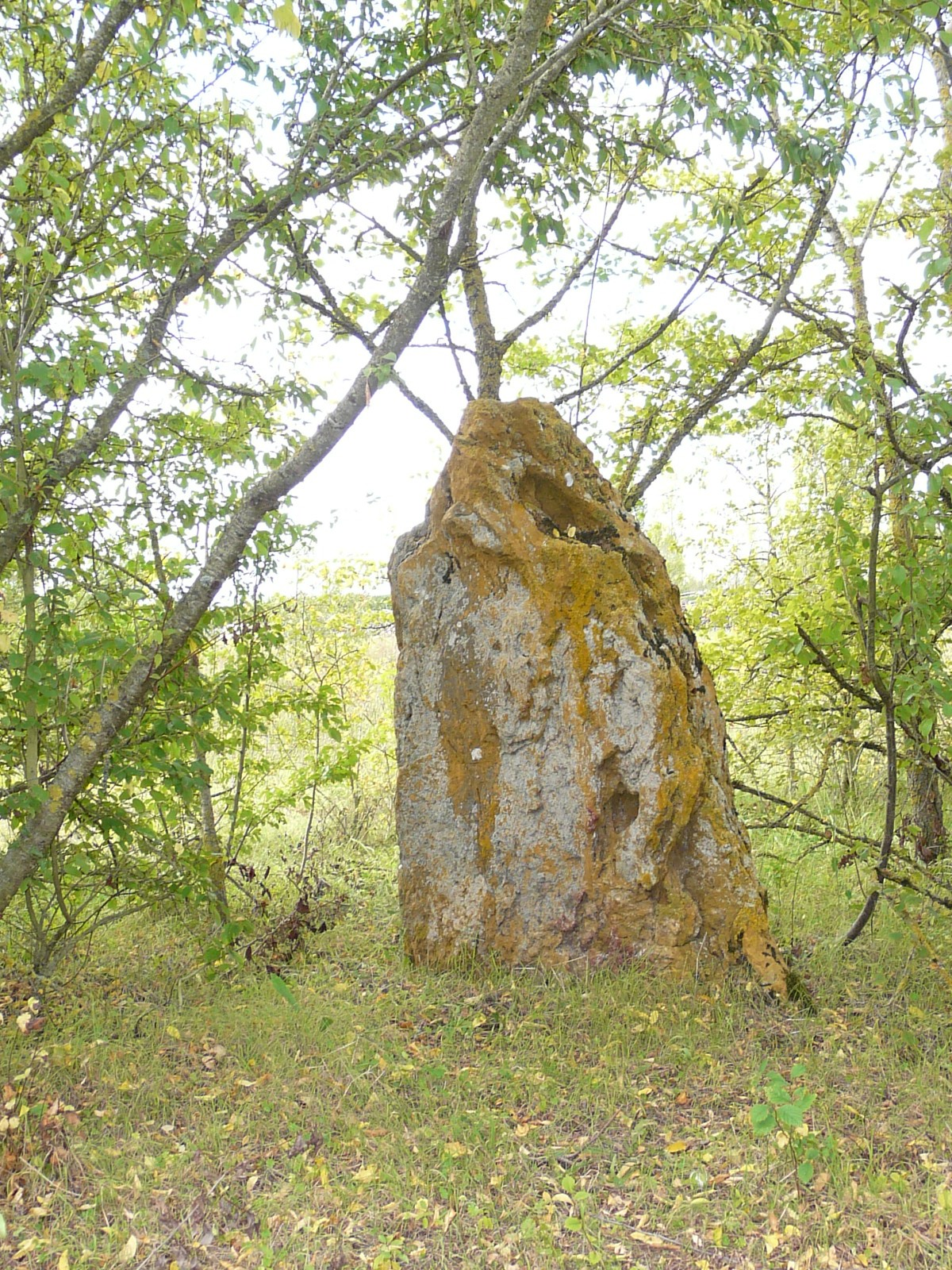
Menhir von Jument-Guignard
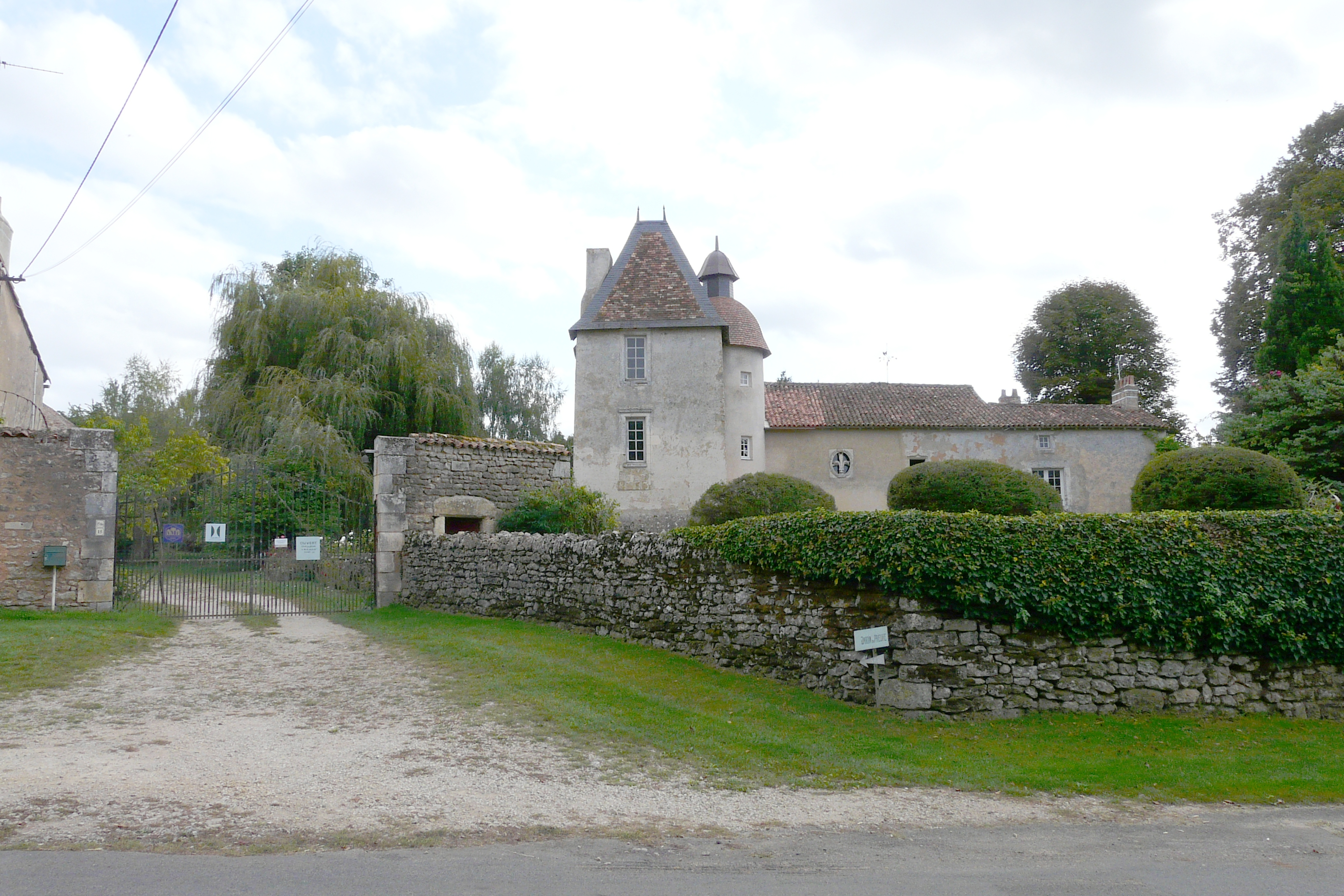
Altes Priorat

## Gemeindepartnerschaften
Partnergemeinden von Aslonnes sind (über den früheren Kanton) seit 1979 Wachtberg in Nordrhein-Westfalen und seit 2003 Bernareggio in der italienischen Lombardei.